# Wahlen 1820
1818 | Wahlen 1820 | 1821 | 1822 | 1823 | 1824 | ► | ►►

Weitere Ereignisse
Die Liste der Wahlen 1820 umfasst eine Auswahl von Wahlen, die im Jahre 1820 stattfanden.
Das damalige Wahlrecht entsprach typischerweise nicht den Wahlrechtsgrundsätzen der direkten, geheimen und gleichen Wahl. Zeittypisch waren oft nur kleine Teile der Bevölkerung wahlberechtigt, ein Frauenwahlrecht war nicht gegeben.

## Europa
- Frankreich: Parlamentswahl am 4. und 13. November
- Norwegen: Parlamentswahl
- Spanien: Wahl der Cortes nach der Verfassung von Cádiz
- Vereinigtes Königreich: Wahl im März / April

## USA
- Wahl zum Repräsentantenhaus der Vereinigten Staaten ab dem 3. Juli
- Präsidentschaftswahl in den Vereinigten Staaten ab dem 1. November
- Gouverneurswahlen in den Bundesstaaten 
  - Louisiana: Gouverneurswahl, gewählt wurde Thomas B. Robertson
  - Maine: Gouverneurswahl, gewählt wurde William King
  - Missouri: Gouverneurswahl, gewählt wurde  Alexander McNair
  - New York: Gouverneurswahl in New York
  - Pennsylvania: Gouverneurswahl, gewählt wurde  Joseph Hiester